# Metyloglioksal
Metyloglioksal, MGO – organiczny związek chemiczny z grupy aldehydów, zredukowana pochodna kwasu pirogronowego, a jednocześnie metylowa pochodna glioksalu.

## Biosynteza
Metyloglioksal jest ubocznym produktem glikolizy, zarówno u mikroorganizmów, jak i u człowieka. Jest produkowany zwłaszcza w szybko proliferujących komórkach nowotworowych i u osób cierpiących na hiperglikemię, występującą podczas cukrzycy.
Jest obecny większości rodzajów miodów, a jego szczególnie wysoką zawartość stwierdzono w nowozelandzkich miodach manuka.

## Właściwości biologiczne i metabolizm
Wykazuje silne działanie antybakteryjne, niszcząc lub blokując powstawanie fimbrii i wici bakteryjnych, a w większych stężeniach powodując lizę bakterii.
Stwierdzono, że miody manuka wykazują znacznie silniejsze działanie antybakteryjne niż inne miody, co przypisuje się większemu stężeniu metyloglioksalu. Wyniki te zachęcają do szerszego stosowania tych miodów w leczeniu ran, zwłaszcza w przypadku ich zakażeń bakteriami antybiotykoopornymi. Tryb działania antybakteryjnego miodów manuka jest odmienny od antybiotyków i prawdopodobieństwo wykształcenia przez bakterie oporności na jego działanie jest niewielkie.
Jest związkiem cytotoksycznym. Z organizmów jest usuwany przy udziale glioksylazy I (EC 4.4.1.5) i glioksylazy II (EC 3.1.2.6), które łącznie tworzą układ glioksylazowy. Reakcja wymaga obecności glutationu (GSH):
Etap 1: CH
3C(O)CHO + GSH  ⇄  CH
3C(O)CH(OH)−GS
Etap 2, katalizowany przez glioksylazę I: CH
3C(O)CH(OH)−GS → CH
3CH(OH)CO−GS
Etap 2, katalizowany przez glioksylazę II: CH
3CH(OH)CO−GS → CH
3CH(OH)COOH + GSH